# Noblette
Die Noblette ist ein Fluss in Frankreich, der im Département Marne in der Region Grand Est verläuft. Sie entspringt im Gemeindegebiet von Saint-Remy-sur-Bussy, entwässert generell Richtung West und mündet nach rund 22 Kilometern an der Gemeindegrenze von Vadenay und Bouy als rechter Nebenfluss in die Vesle.

## Orte am Fluss
(Reihenfolge in Fließrichtung)
- Saint-Remy-sur-Bussy
- Bussy-le-Château
- La Cheppe
- Cuperly
- Vadenay